# Hwangnyŏng-san
Hwangnyŏng-san är ett berg i Sydkorea.   Det ligger i provinsen Busan, i den sydöstra delen av landet, 300 km sydost om huvudstaden Seoul. Toppen på Hwangnyŏng-san är 400 meter över havet, eller 84 meter över den omgivande terrängen. Bredden vid basen är 1,3 km.
Terrängen runt Hwangnyŏng-san är huvudsakligen kuperad, men åt sydost är den platt.  Närmaste större samhälle är Busan, 7,2 km sydväst om Hwangnyŏng-san. Runt Hwangnyŏng-san är det i huvudsak tätbebyggt.